# Sport-Club Freiburg

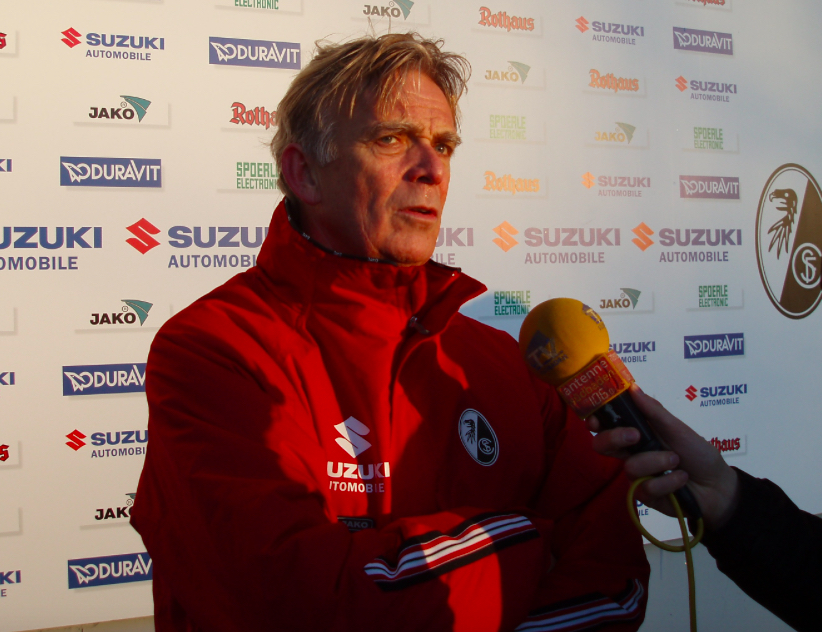
Volker Finke, ex-treinador do Freibug. Foi o treinador que ficou mais tempo no cargo em um clube na história do futebol alemão

O Sport-Club Freiburg e. V., comumente conhecido como SC Freiburg, é um clube de futebol alemão, com sede na cidade de Freiburg im Breisgau, Baden-Württemberg. Ele joga na Bundesliga, tendo sido promovido como campeão da 2. Bundesliga em 2016.
O Freiburg tradicionalmente saltou entre o primeiro e segundo nível do futebol alemão, levando ao canto dos fãs: "Nós vamos para baixo, nós subimos, nós vamos para a Taça UEFA! " durante os anos 90.
De 1954 a 2021, o estádio do clube foi o Schwarwald-Stadion. A partir da temporada 2021-22, o clube passou a utilizar o novo Europa-Park Stadion. Volker Finke, que foi treinador do clube entre 1991 e 2007, foi o treinador com mais tempo na história do futebol profissional na Alemanha. Joachim Löw, ex treinador da seleção da Alemanha, é o maior artilheiro da história do clube com 81 gols em 252 jogos durante as três passagens pelo clube.

## História
O clube deve as suas origens a duas associações locais fundadas em 1904: o Freiburger Fußballverein 04, constituído em março daquele ano e o FC Schwalbe Freiburg, criado em maio. Ambos sofreram mudanças nos nomes. O Schwalbe se tornou FC Mars, em 1905, enquanto o Mars viraria Union Freiburg, em 1906. O FV 04 Freiburg se tornaria Sportverein Freiburg 04, em 1909. Três anos depois, SV e Union formaram o Sportclub Freiburg, incorporando ao mesmo tempo a cabeça de abutre presente no seu escudo, que foi formada a partir do símbolo que identificava a marca da cidade.
Em 1918, depois da devastação causada pela Primeira Guerra Mundial, o SC Freiburg fechou um acordo temporário com o Freiburger FC para poder mandar a campo um time que tomou o nome de KSG Freiburg. No ano sucessivo, o SC Freiburg se associou ao FT 1844 Freiburg, como um time de futebol da agremiação clubística. A associação durou até 1928. Houve então a divisão do estádio com o PSV (Polizeisportvereins) Freiburg 1924, que durou até 1930 e à falência deste último. O SC Freiburg se reassociou, portanto, ao FT 1844 Freiburg, em 1938.

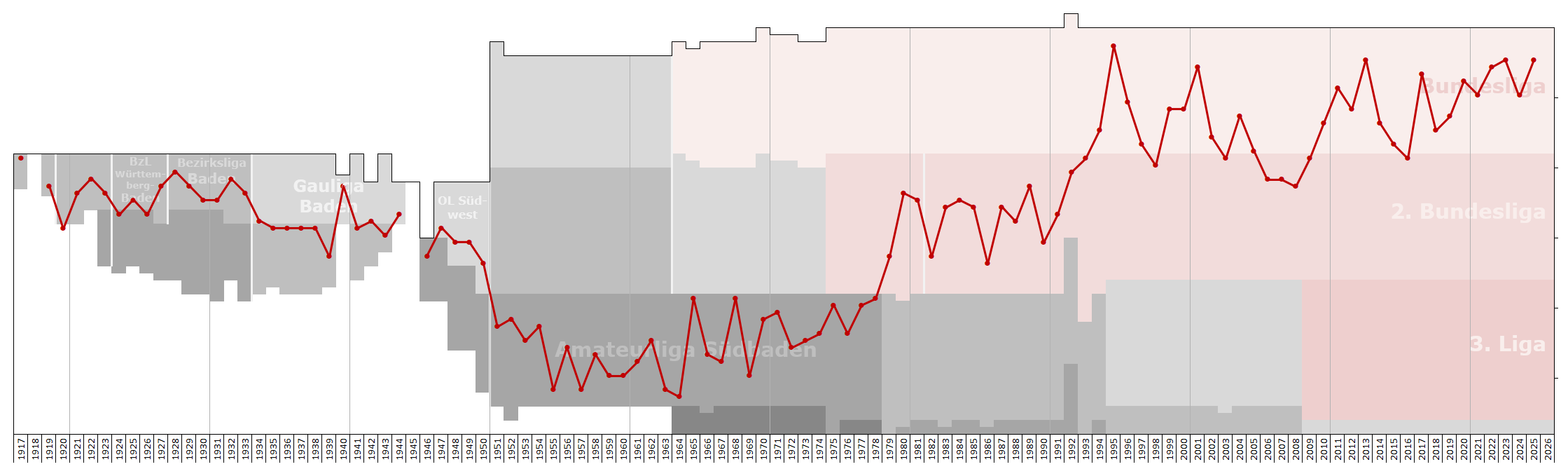
Gráfico do histórico do Freiburg

No fim da Segunda Guerra Mundial as autoridades de ocupação aliadas dissolveram muitas das organizações existentes na Alemanha, incluindo as sociedades esportivas. Aos clubes foi concedido que se reconstituíssem, após um ano, mas foi exigido que tomassem novos nomes, na tentativa de dissociá-los do recente passado nazista. O SC Freiburg se tornou, portanto, notável como VfL Freiburg, condição que manteve por breve tempo. Em 1950, as autoridades de ocupação francesas tinham aliviado a pressão e permitiram aos clubes que assumissem as suas antigas identidades. Enfim, em 1952, o SC Freiburg deixou novamente a parceria com o FT Freiburg.
Até o momento a história do clube era caracterizada somente por sucessos modestos. Durante os anos 1930, o SCF atuou na Bezirksliga (II), com episódios ocasionais na Gauliga Baden (I), além da conquista de um punhado de títulos locais. Depois da Segunda Guerra Mundial, o clube retomou de onde havia parado, a Amateurliga Südbaden (III).
Embora fosse somente um pequeno clube, o SCF se tornou notável pela sua combatividade e o espírito de equipe que demonstrava em campo. Essas peculiaridades o conduziram à promoção na 2.Bundesliga, na temporada 1978-1979, na qual o Freiburg atuou por 15 anos antes de fazer a estreia na máxima divisão na temporada 1993-1994 da Bundesliga, sob a batuta de Volker Finke. O time disputou um campeonato sensacional na sua segunda temporada na elite, chegando ao terceiro lugar, a somente três pontos de destaque do campeão Borussia Dortmund. Naquela época os jogadores foram chamados pela primeira vez de Breisgau-Brasilianer (Brasileiros de Brisgóvia) por causa do estilo de jogo divertido. O maior êxito foi a qualificação para a Taça UEFA, em 1995, e, em 2001.
Após ser rebaixado três vezes desde a sua primeira aparição na Bundesliga, o Freiburg conseguiu por duas vezes obter logo o seu retorno, falhando apenas na temporada 2005-2006. Pela primeira vez desde 1992, o time jogaria na 2. Bundesliga pela segunda temporada consecutiva. Os Breisgau-Brasilianer continuaram a formar um time competitivo e a figurar entre os principais favoritos à promoção para a Bundesliga também na temporada 2006-2007, quando, apesar das doze vitórias nas últimas dezesseis rodadas, perderam o acesso pela diferença de gols. Finke, em seguida, deixou o emprego após dezesseis anos. Em seu lugar entrou Robin Dut, que em 2009, dirigiu o time à vitória do campeonato da segunda divisão e à consequente promoção à Bundesliga.
Em 1 de novembro de 2009 um grave acontecimento acometeu a agremiação. O presidente Achim Stocker morreu devido a um infarto.
Na temporada 2010-2011, o time fica em nono lugar na Bundesliga. Na temporada seguinte, a campanha é muito ruim e o time sofre na tentativa de lutar desesperadamente contra o descenso.
Sob o comando de Christian Streich, a temporada da Bundesliga de 2012–13 viu o clube terminar em quinto lugar, a melhor posição na liga desde 1994–95. O quinto lugar garantiu uma vaga na Liga Europa de 2013–14, uma conquista que o clube não conseguiu desde a edição de 2001-02 do torneio. Durante a temporada de 2012-13, Freiburg também avançou para as semifinais da DFB-Pokal pela primeira vez na história, mas perdeu para o rival localStuttgart por 2-1 e perdeu a chance de jogar contra o Bayern de Munique na final.
Na temporada de 2014-15, após seis anos no escalão principal, o Freiburg foi rebaixado à 2. Bundesliga por apenas um ponto. Na temporada seguinte, no entanto, o clube ganhou sua quinta promoção para a Bundesliga como campeões da liga. Na primeira temporada de volta na Bundesliga, eles terminaram em 7º lugar. Isso fez com que o Freiburg se classificasse para a Liga Europa, já que o campeão alemão Borussia Dortmund já estava qualificado para a Liga dos Campeões. A competição, contudo, encontrou um final rápido ao ser eliminada na terceira rodada contra o NK Domžale da Eslovénia. Principalmente graças aos 15 gols marcados por Nils Petersen, Freiburg terminou em 15º lugar na Bundesliga.

## Estádio

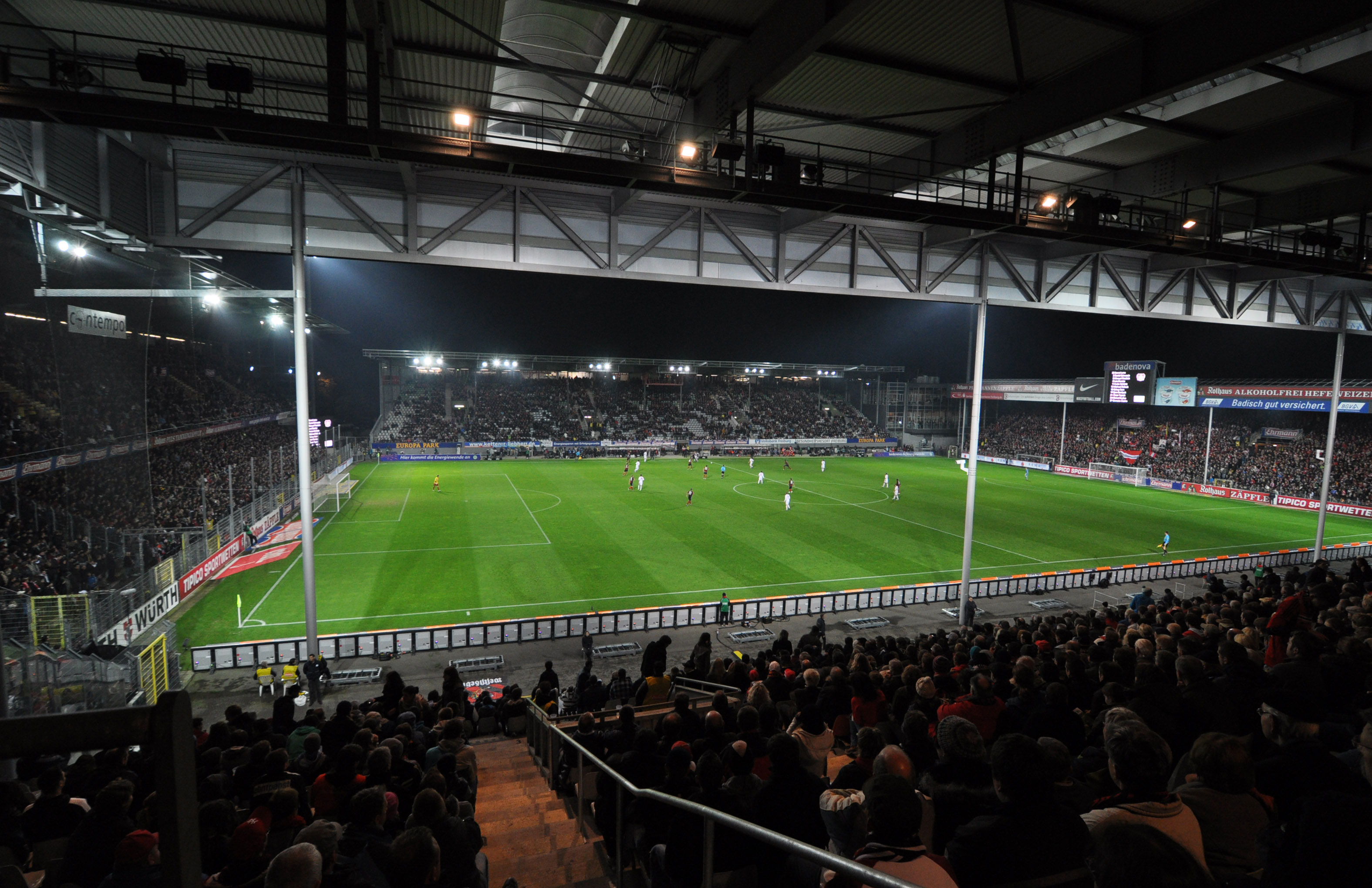
Interior do estádio em 2011

O Freiburg joga em casa no Dreisamstadion, que tem seu nome em homenagem ao rio Dreisam que atravessa Freiburg. Por causa dos acordos de patrocínio, o estádio é atualmente conhecido como Schwarzwald-Stadion.
O estádio tem uma capacidade aproximada de 24.000 espectadores e foi construído em 1953. Quarenta anos depois, o então treinador Volker Finke iniciou uma iniciativa para transformar o Dreisamstadion no primeiro estádio de futebol solar da Alemanha. Existem módulos solares nas tribunas norte, sul e principal. Esses painéis geram 250.000 kWh de energia por ano.
Um novo estádio, com capacidade para 34.700 pessoas, localizado no oeste da cidade, está atualmente em construção. Espera-se que seja concluído no verão de 2020.

## Títulos

### Ligas
- 2. Bundesliga
  - Campeão: (4) 1992–93, 2002–03, 2008–09, 2015-16
- Oberliga Baden-Württemberg
  - Campeão: 1998‡
- Amateurliga Südbaden
  - Campeão: (3) 1965, 1968, 1978
- Verbandsliga Südbaden
  - Campeão: 1998‡

### Copas
- South Baden Cup
  - Campeão: (3) 1975, 1978, 2001‡
  - Vice-campeão: 2005‡

### Torneios Internacionais
- Troféu Ciudad de Cartagena
  - Campeão: 1995

### Categorias de base
- Campeonato Alemão sub-19
  - Campeão: (3) 2006, 2009, 2011, 2012[7]
- Campeonato Alemão sub-19 South/Southwest
  - Campeão: (2) 2005-06, 2008–09
- Lev Yashin Cup (sub-21)
  - Campeão: 2011

‡ Vencido com o time reserva

## Cronologia das temporadas
| Temporada | Divisão       | Posição |
| 1999–2000 | Bundesliga    | 12ª     |
| 2000–01   | Bundesliga    | 6ª      |
| 2001–02   | Bundesliga    | 16ª ↓   |
| 2002–03   | 2. Bundesliga | 1ª ↑    |
| 2003–04   | Bundesliga    | 13ª     |
| 2004–05   | Bundesliga    | 18ª ↓   |
| 2005–06   | 2. Bundesliga | 4ª      |
| 2006–07   | 2. Bundesliga | 4ª      |
| 2007–08   | 2. Bundesliga | 5ª      |
| 2008–09   | 2. Bundesliga | 1ª ↑    |
| 2009–10   | Bundesliga    | 14ª     |
| 2010–11   | Bundesliga    | 9ª      |
| 2011–12   | Bundesliga    | 12ª     |
| 2012–13   | Bundesliga    | 5ª      |
| 2013–14   | Bundesliga    | 14ª     |
| 2014–15   | Bundesliga    | 17ª ↓   |
| 2015–16   | 2. Bundesliga | 1ª ↑    |
| 2016–17   | Bundesliga    | 7ª      |
| 2017–18   | Bundesliga    | 15ª     |
| 2018–19   | Bundesliga    | 13ª     |
| 2019–20   | Bundesliga    | 8ª      |
| 2020–21   | Bundesliga    | 8ª      |
| 2021–22   | Bundesliga    | 6ª      |
| 2022–23   | Bundesliga    | 5ª      |
| 2023–24   | Bundesliga    | 10ª     |

## Elenco
Atualizado em 9 de julho de 2025.
Legenda
- : Capitão

## Jogadores notáveis
Esta lista de ex-jogadores inclui aqueles que foram selecionados para a seleção enquanto jogavam pela equipe, fizeram contribuições significativas para a equipe em termos de aparições ou metas enquanto jogavam pela equipe ou que fizeram contribuições significativas para o esporte.
| - Altin Rraklli - Rodolfo Esteban Cardoso - Andreas Ibertsberger - Zlatan Bajramović - Mohammadou Idrissou - Rolf-Christel Guié-Mien - Austin Berry - Nikola Jurčević - Michael Lumb - Alexander Iashvili - Levan Kobiashvili - Dennis Aogo - Martin Braun - Michael Frontzeck - Richard Golz - Günther Wienhold - Tobias Willi | - Jörg Heinrich - Andreas Hinkel - Sebastian Kehl - Ralf Kohl - Joachim Löw - Stefan Müller - Nils Petersen - Sascha Riether - Jörg Schmadtke - Karl-Heinz Schulz - Martin Spanring - Uwe Spies - Axel Sundermann - Jens Todt - Uwe Wassmer - Marco Weißhaupt - Andreas Zeyer | - Ferydoon Zandi - Cha Du-ri - Roda Antar - Youssef Mohamad - Soumaila Coulibaly - Boubacar Diarra - Harry Decheiver - Papiss Cissé - Souleyman Sané - Miran Pavlin - Admir Mehmedi - Alain Sutter - Zoubeir Baya - Mehdi Ben Slimane - Adel Sellimi - Paul Caligiuri |

## Treinadores principais
Treinadores do clube desde 1946:
| - Andreas Munkert (1946–49) - Arthur Mattes (1949–50) - Andreas Munkert (1950–53) - Willi Hornung (1953–55) - Kurt Mannschott (1956–58) - Hans Roggow (1960–63) - Hans Faber (1963–64) - Hans Diehl (1964–69) - Edgar Heilbrunner (1969–72) - Manfred Brief (1972-78) - Heinz Baas (1978-79) - Norbert Wagner (1979-80) - Jupp Becker (1980-81) - Horst Zick (1981) - Lutz Hangartner (1981-82) - Werner Olk (1982-83) | - Fritz Fuchs (1983-84) - Antun Rudinski (1984-86) - Jupp Becker (1986) - Horst Zick (1986) - Jörg Berger (1986-88) - Fritz Fuchs (1989) - Uwe Ehret (1989) - Lorenz-Günther Köstner (1989) - Uwe Ehret (1989) - Bernd Hoß (1989-90) - Eckhard Krautzun (1990-91) - Volker Finke (1991-07) - Robin Dutt (2007-11) - Marcus Sorg (2011) - Christian Streich (2011–) |

## Recordistas
Lista dos artilheiros e dos jogadores que mais atuaram com a camisa do Freiburg na história (em competições oficiais). Atualizado em 23 de maio de 2023.[carece de fontes?]
| 1º  | Andreas Zeyer      | Meio-Campista | 1987-1997 1999-2004 | 441 |
| 2º  | Karl-Heinz Schulz  | Defensor      | 1982-1991           | 297 |
| 3º  | Rolf Maier         | Defensor      | 1980-1992           | 295 |
| 4º  | Alexander Iashvili | Atacante      | 1997-2007           | 281 |
| 5º  | Nils Petersen      | Atacante      | 2015-2023           | 275 |
| 6º  | Joachim Löw        | Atacante      | 1978-1980 1982-1989 | 263 |
| 7º  | Boubacar Diarra    | Defensor      | 1997-2007           | 250 |
| 8º  | Richard Golz       | Goleiro       | 1998-2006           | 246 |
| 9º  | Ralf Kohl          | Meio-Campista | 1991-2002           | 246 |
| 10º | Julian Schuster    | Meio-Campista | 2008-2018           | 242 |

| 1º  | Nils Petersen      | Atacante      | 2015-2023           | 105 |
| 2º  | Joachim Löw        | Atacante      | 1978-1980 1982-1989 | 83  |
| 3º  | Alexander Iashvili | Atacante      | 1997-2007           | 63  |
| 4º  | Souleyman Sané     | Atacante      | 1985-1988           | 58  |
| 5º  | Uwe Spies          | Atacante      | 1990-1997           | 53  |
| 6º  | Andreas Zeyer      | Meio-Campista | 1987-1997 1999-2004 | 46  |
| 7º  | Soumaila Coulibaly | Meio-Campista | 2000-2007           | 43  |
| 8º  | Papiss Demba Cissé | Atacante      | 2010-2012           | 39  |
| 9º  | Levan Kobiashvili  | Meio-Campista | 1998-2003           | 36  |
| 10º | Jens Todt          | Meio-Campista | 1991-1996           | 35  |